# Recea (Argeș)
Pour les articles homonymes, voir Recea.
Recea est une commune roumaine située dans le județ d'Argeș.